# Amfiuma dwupalcowa
Amfiuma dwupalcowa (Amphiuma means) – gatunek płaza ogoniastego z rodziny amfiumowatych (Amphiumidae).

## Występowanie
Gatunek Amphiuma means występuje we wschodniej części Stanów Zjednoczonych: na Nizinie Atlantyckiej, całym półwyspie Floryda i na wschodniej części Niziny Zatokowej (od wschodniej Wirginii na południe po Florydę i na zachód przez Georgię, południową Alabamę po południowe Missisipi i południowo-wschodnią Luizjanę).

## Budowa ciała
Przedstawiciele z rodziny Amphiumidae to duże, węgorzokształtne płazy, o czterech bardzo zredukowanych kończynach (mniejszych niż 1 cm) i 3 palcach (Amphiuma triadactylum), 2 (A. means) lub 1 (A. pholeter). Ze względu na wydłużony tułów pary odnóży leżą w dużej odległości od siebie i w związku ze swoją nikłą budową, nie uczestniczą przy poruszaniu się zwierzęcia. Długość całkowita ich ciała wynosi od 30 cm do ponad 1 m. Ich ubarwienie jest ciemnobrązowe lub ciemnoszare. Ogon (odcinek ciała leżący za kloaką), który jest bocznie spłaszczony, stanowi do 25% długości całego ciała zwierzęcia. Głowa przedstawicieli Amphiumidae jest wąska, ma wydłużony kształt, o długich wciętych szczękach oraz szerokim otworze gębowym. W rodzinie tych płazów ogoniastych obecne są zęby podniebienne i szczękowe. U większych amfium oczy są dobrze widoczne. Nie wyróżnia się przewężenia szyjnego. Liczba bruzd międzyżebrowych jest taka sama jak kręgów: od 57 do 60. W przedniej części ciała kilka kręgów zaopatrzonych jest w żebra. Na głowie amfium i po bokach ich ciała znajduje się narząd linii nabocznej. Przedstawiciele rodziny Amphiumidae to gatunki neoteniczne (nie przeobrażają się pod wpływem hormonu tarczycy, tyroksyny), u których występuje częściowa metamorfoza. Osobniki dorosłe (po przeobrażeniu) zachowują pewne cechy larwalne, takie jak brak powiek i języka, oraz cztery łuki skrzelowe i fragment otwartej szczeliny skrzelowej (między trzecim a czwartym łukiem) z każdej strony. W diploidalnych komórkach ciała obecnych jest 28 chromosomów. Dorosłe osobniki posiadają płuca. Oddychają nozdrzami. Amphiuma means posiada największe czerwone krwinki spośród wszystkich kręgowców. Ich długość wynosi 75 µm, szerokość 40 µm.

## Biologia i ekologia
Płazy z gatunku Amphiuma means zamieszkują zbiorniki wód płynących i płytkich wód stojących o bogatej roślinności i mulistym dnie. W ciągu dnia zagrzebują się w mule lub ukrywają na dnie wśród roślin lub w norach raków. W nocy stają się aktywne i polują poruszając się wężowymi ruchami. Amphiumidae łowią zdobycz metodą zasysania. Dno jamy gębowej oraz gardzieli obniżane jest przy pomocy aparatu gnykowo-skrzelowego, który także znacznie powiększa objętość jamy gębowej. Po otwarciu otworu gębowego woda gwałtownie wlewa się wraz ze schwytaną ofiarą, a następnie usuwana jest przez szpary skrzelowe. Amfiuma dwupalcowa jest drapieżnikiem, ze względu na swoje rozmiary poluje na różne zwierzęta. Szczególnie preferuje raki. Zjada także wodne owady i niewielkie kręgowce. W razie zaschnięcia zbiornika Amphiuma means zagrzebuje się w mule i zapada w sen letni.
W przypadku zagrożenia, np. umieszczenia w akwarium, wydaje głośny świst. Powstaje on na skutek intensywnego wyciskania powietrza przez otwory skrzelowe.
Gody u tego gatunku nie były zaobserwowane, natomiast podejrzewa się, że zachodzą w okresie od października do maja. W styczniu bądź w lutym samica składa na wilgotnym lądzie, w ciemnych i chłodnych kryjówkach niedaleko wody, od 50 do 150 jaj o średnicy 9 mm wraz z osłonkami. Gdy brak takich miejsc, samiec lub samica drąży w wilgotnej ziemi korytarze, w których składane są jaja. Skrzek występuje w postaci 2 galaretowatych sznurów. Po złożeniu jaj samica owija się wokół nich i opiekuje, aż do momentu wylęgu kijanek. Rozwój zarodków trwa do 5 miesięcy. Po wylęgnięciu kijanki mają długość 4,5 cm, posiadają dobrze rozwinięte skrzela zewnętrzne, jednopalczaste odnóża, które rozwinięte są lepiej niż u osobników dorosłych i mogą służyć do poruszania się. Utrata skrzeli zewnętrznych obserwowana jest w 3. miesiącu życia przy długości ciała ok. 8 cm.

## Znaczenie w ochronie środowiska i dla gospodarki
Amfiumy stanowią pożywienie dla różnych gatunków węży związanych ze środowiskiem wodnym oraz dla dużych ptaków brodzących. Płazy z rodziny Amphiumidae są również wykorzystywane jako pożywienie w niektórych częściach świata. Mogą być hodowane jako zwierzęta akwariowe.
Amphiuma means klasyfikowana jest jako gatunek najmniejszej troski (LC – Least Concern) w Czerwonej księdze gatunków zagrożonych IUCN. 

## Aktualne kierunki badań naukowych
Korpus nerkowy i segmenty kanalika nerkowego amforylowej opony Amphiuma means zostały opisane i zbadane za pomocą mikroskopii świetlnej i elektronowej jako tło dla badań nad wpływem hormonów, leków, toksyn i czynników rakotwórczych na strukturę i funkcję komórek w długotrwałych hodowlach narządowych eksplantatów nerkowych. Amfiuma dwupalcowa została także użyta do badań nad ekologicznym znaczeniem produkcji dźwięku u salamander. Jako że posiada jedne z największych czerwonych krwinek, wykorzystywana jest również jako organizm modelowy w wielu badaniach biomedycznych.